# Go with the Flow
Go with the Flow — сингл американской рок-группы Queens of the Stone Age из альбома Songs for the Deaf, выпущенный в 2003 году. На 46-й церемонии Грэмми песня была номинирована в категории «Лучшее исполнение в стиле хард-рок»
.

## Музыкальный клип
Клип на песню был снят в Англии объединением Шинола. На 20-й церемонии музыкальных наград MTV Video Music Awards клип победил в номинации «Лучшие спецэффекты в видео» (англ. Best Special Effects in a Video) и был номинирован в категории «Лучшая художественная работа» (англ. Best Art Direction in a Video). В видео группа выступает на задней части Пикапа Шевроле, едущего по пустынному шоссе. В видео можно увидеть множество сексуальных образов и намёков, таких, как столкновение двух машин (метафора секса). Всё видео снято в чёрно-белых и красных тонах.

## Использование в видеоиграх
Песня встречается в таких играх, как Freestyle Street Soccer, SingStar, Juiced 2: Hot Import Nights, Gran Turismo 4, ATV Offroad Fury 4, Asphalt 8: Airborne, Rock Band, Rocksmith, MotorStorm: Arctic Edge и Fortnite.

## Список композиций
| №  | Название                                                           | Длительность |
| -- | ------------------------------------------------------------------ | ------------ |
| 1. | «Go with the Flow» (альбомная версия)                              | 3:07         |
| 2. | «No One Knows» (радио ремикс UNKLE)                                |              |
| 3. | «Hangin' Tree» (живое выступление в Амстердаме, 24 июня 2002 года) |              |
| 4. | «Go with the Flow» (CD-ROM видео)                                  |              |

| №  | Название                                        | Длительность |
| -- | ----------------------------------------------- | ------------ |
| 1. | «Go with the Flow» (альбомная версия)           | 3:07         |
| 2. | «Regular John» (живое выступление в Амстердаме) |              |
| 3. | «Do It Again» (живое выступление в Амстердаме)  |              |

| №  | Название                                                | Длительность |
| -- | ------------------------------------------------------- | ------------ |
| 1. | «Go with the Flow» (альбомная версия)                   | 3:07         |
| 2. | «Avon» (живое выступление в Лондоне, 25 июня 2002 года) |              |
| 3. | «No One Knows» (радио ремикс Джеймса Лавеля)            |              |
| 4. | «No One Knows» (CD-ROM видео)                           |              |

| №  | Название                              | Длительность |
| -- | ------------------------------------- | ------------ |
| 1. | «Go with the Flow» (альбомная версия) | 3:07         |
| 2. | «Avon» (живое выступление в Лондоне)  |              |
| 3. | «No One Knows» (радио ремикс UNKLE)   |              |
| 4. | «No One Knows» (CD-ROM видео)         |              |

| №  | Название                              | Длительность |
| -- | ------------------------------------- | ------------ |
| 1. | «Go with the Flow» (альбомная версия) |              |
| 2. | «No One Knows» (радио ремикс UNKLE)   |              |

## Позиции в чартах
| Чарт (2003)                                 | Высшая позиция |
| ------------------------------------------- | -------------- |
| Australian Singles Chart                    | 39             |
| Dutch Singles Chart                         | 50             |
| UK Singles Chart                            | 21             |
| US Billboard Bubbling Under Hot 100 Singles | 16             |
| US Hot Modern Rock Tracks                   | 7              |
| US Hot Mainstream Rock Tracks               | 24             |